# Isotretinoïne
Isotretinoïne is een geneesmiddel dat wordt voorgeschreven tegen ernstige vormen van acne die door vorige medicatie niet werd verholpen. Het wordt verkregen onder de merknaam Roaccutane (Roche). De structuur is afgeleid van vitamine A. De aanduiding Iso aan het begin van de naam geeft aan dat de stof een isomeer is van tretinoïne: het verschil is de orientatie van de dubbele band direct naast de zuurgroep, bij tretinoiene is het een E-configuratie, hier een Z-vorm.
De stof is opgenomen in de lijst van essentiële geneesmiddelen van de WHO.

## Werking
Het medicijn is zeer effectief bij mensen met acne, dankzij een meervoudige werking:
- Het remt de overvloedige talgproductie
- Het voorkomt het groter worden van de talgklier
- Het stopt de vorming van nieuwe puistjes of mee-eters
- Het remt de ontstekingsreactie (roodheid) die de bacterie veroorzaakt.

## Mogelijke bijwerkingen
De meeste bijwerkingen zijn dosis-afhankelijk en reversibel.
- droge lippen, huid en slijmvliezen. Het barsten van de lippen kan worden voorkomen door de lippen vele malen per dag in te smeren met (lippen)zalf;
- verminderde traanproductie (veroorzaakt irritaties aan het oog). Lenzen kunnen vervangen worden door een bril of men kan kunsttranen gebruiken;
- zonovergevoeligheid. Zolang men dit geneesmiddel gebruikt dient men directe zon te vermijden;
- verhoging van het vet- en cholesterolgehalte;
- verstoorde leverfunctie (de leverfunctie moet om de paar weken gecontroleerd worden);
- tijdelijke haaruitval (in sommige gevallen langdurig);
- gewricht- en spierpijn;
- psychische problemen, depressies, zelfmoordneigingen.

Zeer vaak (> 10%): symptomen als van hypervitaminose A, zoals droge en/of schilferende huid (vooral van handpalmen en voetzolen), droge slijmvliezen (lippen, neusholte, farynx, conjunctivae) en conjunctivitis. Verder: oogirritatie, dun worden van de huid, jeuk, exantheem, dermatitis, cheilitis, blefaritis, spier- en gewrichtspijn, rugpijn, trombose, stijging van leverenzymwaarden en, vooral bij daartoe gepredisponeerde patiënten (familieanamnese met vetstofwisselingsstoornissen, diabetes mellitus, obesitas of alcoholmisbruik), anemie, verhoogde bloedbezinking, trombocytopenie, trombocytose, verhoging van de triglyceridenspiegels- en verlaging van het serum-HDL.
Vaak (1-10%): hoofdpijn, nasofaryngitis, epistaxis, verhoging cholesterolspiegels, hyperglykemie, neutropenie, hematurie, proteïnurie.
Zelden (0,1-1%): allergische huidreacties, anafylactische reacties, (verergering van) depressie, agressie, angst, stemmingswisselingen, (reversibele) alopecia.
Zeer zelden (0,01-0,1%): acne fulminans, verergering van acne, malaise, misselijkheid, darmontsteking, gastro-intestinale bloeding, hepatitis, pancreatitis, glomerulonefritis, hyperurikemie, verhoogde creatinekinasespiegel, diabetes mellitus, lymfadenopathie, benigne intracraniële hypertensie (met als symptomen pupiloedeem, hoofdpijn, misselijkheid, braken, visusstoornissen, convulsies, slaperigheid, duizeligheid, (reversibele) troebeling van de cornea, cataract, stoornissen in de donkeradaptatie, fotofobie, keratitis, verminderd gehoor, vasculitis, bronchospasme, heesheid, dunner worden van het haar, hirsutisme, hyperpigmentatie, hyperhidrose, nageldystrofie, paronychie, granuloma pyogenicum, artritis, calcinosis, exostose, vroegtijdige sluiting van de epifysairschijf, verminderde botdichtheid, tendinitis, psychotische reacties, (poging tot) suïcide, suïcidale gedachten, menstruatiestoornissen, colitis ulcerosa.
Bij mannen zijn gynaecomastie en potentiestoornissen beschreven.

## Dosering
De behandeling met isotretinoïne kan variëren van 0,5 tot 1,0 mg/kg lichaamsgewicht. Het middel is verkrijgbaar in tabletten van 10 of 20 mg. Doses tot 40 mg per dag mogen in één keer worden ingenomen, hogere doses moeten over de dag worden verspreid.

## Vruchtbaarheid en effecten tijdens de zwangerschap
Isotretinoïne is een teratogeen en veroorzaakt met grote waarschijnlijkheid ernstige afwijkingen aan de baby tijdens de zwangerschap of zelfs wanneer het kort voor de conceptie wordt ingenomen. Het gaat dan onder meer om craniofaciale en  cardiovasculaire afwijkingen, evenals afwijkingen aan het centraal zenuwstelsel en mentale retardatie. Bovendien bestaat er een verhoogd risico op spontane abortus. Deze risico's bestaan zelfs na kortdurend gebruik van relatief lage doses. Zie ook de opmerkingen bij retinezuur.
Bij beide geslachten wordt de vruchtbaarheid uiteindelijk niet beïnvloed.